# چاه عمیق شماره ۶ کل داغلان
چاه عمیق شماره ۶ کل داغلان یک منطقهٔ مسکونی در ایران است که در دهستان جغتای واقع شده‌است. چاه عمیق شماره ۶ کل داغلان ۶ نفر جمعیت دارد.